# Look What You Did to Me
Albums de Z-Ro
Z-Ro vs. the World
(2000)
Look What You Did to Me est le premier album studio de Z-Ro, sorti le 16 juin 1998.

## Liste des titres
| No  | Titre                                                  | Contient un (des) sample(s) de  | Durée |
| --- | ------------------------------------------------------ | ------------------------------- | ----- |
| 1.  | Guerilla 'til I Die (featuring T.A.Z.)                 |                                 | 4:28  |
| 2.  | Look What You Did to Me                                |                                 | 3:28  |
| 3.  | City of Killers (featuring Bam, T.A.Z. et Trae)        |                                 | 5:39  |
| 4.  | Life Story (featuring Al-D)                            |                                 | 3:57  |
| 5.  | Ghetto Crisis (featuring T.A.Z.)                       | Wild Goose Chase de Steel Pulse | 4:36  |
| 6.  | Pimp On                                                |                                 | 4:12  |
| 7.  | Mercy (featuring The Fakkulty et T.A.Z.)               |                                 | 4:30  |
| 8.  | Where Is the Love?                                     |                                 | 4:08  |
| 9.  | Are You Down? (featuring The Fakkulty, T.A.Z. et Trae) |                                 | 4:02  |
| 10. | Dedicated 2 You (featuring Chris Ward)                 |                                 | 4:02  |
| 11. | Lord Tell Me Why                                       |                                 | 4:01  |
| 12. | Tall Tale of a G                                       |                                 | 3:26  |
| 13. | Paper Game                                             |                                 | 3:47  |
| 14. | And 2 My G's (featuring T.A.Z.)                        |                                 | 4:38  |
| 15. | Z-Ro the Crooked                                       |                                 | 3:23  |